# 罗伯特·韦伯斯特·福特

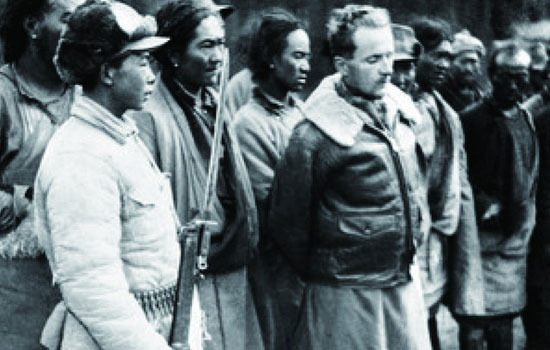
1950年罗伯特·福特被解放军逮捕

罗伯特·韦伯斯特·福特（英語：Robert Webster Ford，1923年3月27日—2013年9月20日），生於英國英格蘭斯塔福德郡特倫特河畔伯頓，前英國皇家空軍，曾於英國與印度擔任无线电操作员與技師，是第一位在西藏政府工作的外國人，也是第一位在西藏獲得正式官職的西方人。被中華人民共和國政府逮捕及監禁，後獲釋成為英國外交官。

## 生平
第二次世界大戰期間，中學畢業的福特，在16歲時，進入英國皇家空軍。1943年，被派遣至印度。
1945年，以無線電操作員身分加入英國駐拉薩代表團，首次到達西藏拉薩，並曾晉見第十四世達賴喇嘛。
1947年，印度獨立後，福特再度進入西藏，並被西藏政府任命為官員。1949年，至昌都，建立昌都與拉薩間的無線電通訊系統。1950年10月，昌都战役結束，中国人民解放军进入西藏，福特被捕，并被指控犯有间谍罪、散布反共宣传并导致了格达活佛死亡。對於格达活佛是否被福特謀殺，阿沛·阿旺晉美表示：「這完全沒有根據」，平措汪傑認為這是一手製造的冤案。
1954年，福特被中國政府公開審判，判處十年徒刑。1955年被釋放並驅逐出境，經香港回到英國。
1956年，被任命為英國外交使節，曾服務於倫敦、越南、印尼、美國、摩洛哥、安哥拉、瑞典、法國等地，最後在日內瓦擔任英國總領事。
1957年，他將自己在西藏的經驗寫書Captured in Tibet出版，在美國以Wind Between the Worlds為名出版。該書法文版於1958年出版。
1987年退休，獲頒大英帝國司令勳章。退休後，在世界各國巡迴演講，以表達對西藏流亡政府的支持。

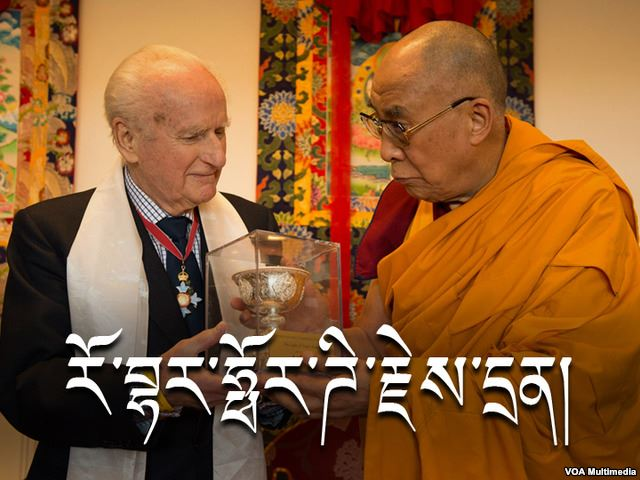
獲得真理之光獎時與達賴喇嘛合影。

2013年4月13日，福特獲得國際聲援西藏運動頒發的真理之光獎，由第十四世達賴喇嘛在瑞士佛立堡負責頒獎。
2013年9月20日，在倫敦過世。

## 外部連結
- Roger Croston.  (PDF). European Bulletin of Himalayan Research. 2014, (Number 45)  [2020-07-28]. （原始内容 (PDF)存档于2020-07-18）.
- Robert Ford. .